# 东汉
東漢（25年—220年）是漢朝的後半部分，與西漢合稱兩漢。東漢首位皇帝是漢光武帝劉秀，末代皇帝則是漢獻帝劉協。西漢建都長安，東漢建都雒陽，故而得名。同時東漢又稱后漢和中汉。東漢是當時世界上的強大國家，而前期六十多年的光武中興和明章之治，亦是中國史上的盛世之一。
至新朝末年以来的中原战乱不断，汉室后人刘秀通过武力统一天下，光复汉朝，结束了中原至西汉末年以来的政治动荡，并进行多项政治改革让汉朝再次进入平稳发展的局面史称“光武中兴”。刘秀死后汉明帝刘庄、汉章帝刘炟接连继位两人皆是贤明的君主，他们在位期间东汉继续处于经济发展，社会稳定的局面，这段时间被称为“明章之治”。汉章帝死后由汉和帝刘肇继位，在汉和帝的统治下东汉国家实力走向极盛阶段，汉和帝在军事和外交政治上都有很高的成就，被时人称之为“永元之隆”，但汉和帝之后东汉开始由盛转衰。
由於東漢中後期的君主們壽命短，新皇帝又大多是幼年登基（天子早崩，皇太子年幼），導致漢和帝以后至漢末近百年間，外戚及宦官輪流掌权，成為固定的惡性循環，兩派互相残杀，把東漢朝廷弄得十分腐败。東漢中平六年（189年），外戚大將軍何進遭宦官十常侍所殺，而十常侍也被袁绍、袁術等人殺死，後并州牧董卓引兵进京，廢少帝劉辯，殺何太后，立獻帝劉協。長期左右東漢皇室的外戚、宦官一起被消滅，但卻引起了各地州郡長官借此反對董卓並演化成群雄割據的局面，漢廷無法掌控全國，漢獻帝也成為傀儡，其后被曹操控制，最後漢室被曹魏取代。
東漢在文化、軍事等方面亦有顯著成就。涌現了蔡倫、張衡、張仲景、華佗等卓越人才；班超出使西域，在西域長駐了三十多年，先後擊破了被匈奴控制的西域諸國，不但令西域諸國一一歸順漢朝，並開拓了東西文化的交流。期間他還派出甘英出使大秦（罗马帝国），雖未有成功，但足跡已達今日波斯灣諸國。
另外，東漢在91年滅北匈奴，南匈奴内附漢朝。216年，南匈奴最后一個呼厨泉单于去鄴城拜见曹操，曹操分南匈奴为五部，匈奴國不復存在，困擾漢朝數百年的北方外患終告一段落。
同時佛教也在這段期間傳入中國。根據記載，漢哀帝元壽元年（前2年）博士弟子景盧出使大月氏，其王使人口授《浮屠經》。到了東漢永平十年（67年），漢明帝派人去西域，迎來兩位高僧，並且帶來了許多佛像和佛经，用白馬駝迴首都雒陽，皇帝命人修建房屋供其居住，翻譯佛經，也就是現在的白馬寺。

## 歷史

### 光武中兴
新朝末年王莽改制失敗，並引發內戰，其時身為漢朝宗室的漢景帝後裔劉秀乘勢而起，在綠林軍的協助下推翻新莽而即位，是為光武帝。復國號漢，史稱東漢。同时因洛陽為其軍事根據地，而西汉旧都長安亦逢多次戰亂而日殘，所以定都于洛阳，并復名雒阳。建武二年（26年），光武帝下令整顿吏治，设尚书六人分掌国家大事，进一步削弱三公（太尉、司徒、司空）的权力；同时清查土地，新定稅金，振興農業，使人民生活逐步稳定下来，史稱光武中興。

### 明章之治
建武中元二年（公元57年）漢光武帝逝世，汉明帝刘庄即位，永平十一年（公元68年）中国第一座寺院白马寺建成，该寺被认为是中国佛教的发源地。永平十二年（公元69年），哀牢国归附东汉，汉明帝将哀牢国设置为永昌郡。永平十六年（公元73年）汉明帝命窦固、耿忠征伐北匈奴。汉军进抵天山，击呼衍王，斩首千余级，追至蒲类海（今新疆巴里坤湖），取伊吾卢地。永平十七年（公元74年）窦固派班超出使西域，使西域再次归顺汉室朝廷，并重新设置西域都护府。永平十八年（公元75年）汉明帝驾崩，明帝第五子刘炟继位，是为汉章帝，建初四年（公元79年）章帝召开白虎观会议，汉章帝共执政13年于章和二年（公元88年）驾崩。汉明帝及其子汉章帝在位期間，东汉国力强盛，社会稳定，人口滋殖是為東漢的黃金時代，史稱明章之治。

### 永元之隆
汉章帝是一个贤明的皇帝，但他却开东汉大力任用外戚之先河。在他死后，刚登基的汉和帝刘肇只是一个10岁的孩子，由他的养母窦太后执政。窦太后仰仗他的兄长窦宪，窦氏戚族开始掌权。汉和帝後来联合宦官力量消灭了窦氏，消灭窦氏后汉和帝开始执掌大权，汉和帝亲政后励精图治勤于政事，发布了不少有利于国家的法令，军事外交上都有所成就，汉和帝时期的东汉国力依旧强盛，社会仍较为稳定，经济、科技和文化也得以继续发展，史称「永元之隆」。但汉和帝在位仅17年便英年早逝，且统治期间重用宦官以制衡外戚势力，宦官由此成为东汉朝廷中一只强大的政治力量。

### 和熹亲政
和帝去世后，汉和帝的皇后和熹皇后邓绥立不到三个月大的汉殇帝汉刘隆为帝，邓绥以“女君”的名号亲政成为东汉实际最高统治者。汉殇帝只当了約八個月的皇帝就去世。汉殇帝死后邓氏外戚集团拥立刘祜即位，也就是汉安帝。实权依旧掌控在邓太后邓绥和其兄长邓骘的手上。虽然邓太后亲政依旧属于外戚专权，但在邓太后统治期间，其勤政节俭，积极应对接连的出现天灾，赈济灾民，对内征辟贤臣，重用张衡、班昭、蔡伦等人推动了东汉科技文化的发展，对外征讨乌桓、鲜卑、南匈奴等外敌，恢复对西域的羁縻统治。邓太后亲政期间维护了东汉帝国政治和社会稳定，被称赞为“兴灭国，继绝世，录功臣，复宗室。”

### 安帝不明
邓太后死后，汉安帝开始亲政，并迅速清算了邓氏外戚集团，同时扶持皇后阎姬和嫡母耿氏的家族成为新外戚集团，为自己的乳母王圣封爵，放任王圣和宦官弄权，汉安帝还曾下令用国库钱财为乳母王圣大规模修建豪华宅，中常侍樊丰、侍中谢恽等人也借机假造诏书大肆调拨国家的钱财为自己修建豪华宅邸，花费无数。。汉安帝统治时期不能明察是非，其听信谗言逼死贤臣杨震，任用奸佞，放任宦官朝臣勾结营私，开门受贿，造成天下怨声满道，东汉王朝开始走向下坡路。汉安帝死后，刘懿在阎氏戚族的支持下登基，但即位二百余日后就因病去世。

### 顺帝新制
延光四年（125年），东汉前少帝刘懿逝世后，孙程等十九位宦官发动延光宫变，诛杀阎氏外戚集团。扶持废太子、济阴王刘保为帝。后称“汉顺帝”，汉顺帝登基后十九位拥戴有功的宦官都被封侯爵，被称为“十九侯”。同时顺帝也扶持皇后梁妠母家成为新的外戚集团。虽然汉顺帝由宦官扶持登基，但汉顺帝在继位后多次借机打击宦官集团，没有成为宦官的傀儡。阳嘉元年（132年），汉顺帝采纳尚书令左雄建议对察举制进行改革，包括对察举对象设定年龄限制和设立考试制度等，被称为“阳嘉新制”，一定程度上削弱了世族豪强对察举人选的垄断。汉安元年（142年），汉顺帝任命杜乔、周举等八人为“八使”巡查地方检举腐败和打击外戚势力。汉顺帝在位时期尚能平衡压制宦官和外戚势力，掌控朝政大权。但在为人谦恭谨慎的大将军，也是皇后梁妠父亲的梁商死后，汉顺帝让平日就顽嚚凶暴的梁冀接任他父亲大将军的权位。结果造成汉顺帝死后，东汉朝政彻底被梁冀掌控，梁冀掌控东汉朝政近二十之久，期间甚至能肆意废立皇帝。公元144年，梁氏外戚集团立还不满三岁汉冲帝刘炳为帝，但即位五个月后刘炳就病死了，公元145年，梁氏外戚集团再立不到8岁的汉质帝刘缵为帝，后因刘缵表露出对梁冀的不滿，而被梁冀毒死。146年，梁冀立十五岁的刘志为帝，是为“汉桓帝”。

### 戚宦之争
159年，汉桓帝联合宦官一起诛灭了梁氏。汉桓帝将与他同谋的十三个宦官封侯，宦官开始成为东汉政权的主导力量。问题是，宦官的腐败比外戚更甚。这引起了很多士大夫的不满，他们与外戚联合，一同对抗宦官。宦官当然不愿意放弃权力，双方斗争激烈。最终导致了两次黨錮之禍，宦官以“党人”罪名将文官们免职驱逐，并且终身禁止他们再被任用既党锢而得名。汉灵帝即位后，昏庸无道，成天沉迷于女色。汉灵帝比桓帝更信用宦官，他曾指着两个恶名昭著的宦官说：“张让是我父，赵忠是我母。”汉灵帝把朝政全交给宦官，使政局更为恶化。公元184年，黄巾之乱爆发，为平息暴乱汉灵帝接受刘焉的建议，放权于地方政府，让他们自行拥兵剿匪平乱，结果地方拥兵自重，军阀割据由此显现，东汉朝廷的中央集权也因此瓦解。因黄巾之乱黨錮也得以解除，但朝政并未因此改善。

### 末年乱世
189年，汉灵帝去世，汉少帝刘辩即位。外戚何进官拜大將軍，掌控朝廷，他打算铲除宦官势力。但是少帝的母亲何太后反对。此时，士大夫领袖的袁绍提出建议，让擁兵自重的西北軍董卓进京，逼迫何太后答应。何进同意了袁绍建议，一场铲除宦官的计划开始了。
然而，事情不幸泄漏。宦官当然不愿意坐以待毙，他们先下手为强，殺掉了何进。時在西園軍的袁绍闻讯，立即率军攻入皇宫，对宦官进行屠杀。大宦官张让挟持汉少帝逃走，追兵赶到，張讓自杀身亡。可此时董卓的武力已经到达帝都雒陽，外戚和宦官的势力同归于尽，董卓控制了朝廷。
董卓为了树立威望，他首先废掉了汉少帝，立他的弟弟刘协为皇帝，即汉献帝。190年，他又把汉少帝和何太后一起杀掉。这种倒行逆施的行径引起了地方官員的不满。他们推举歷代公卿的世族人士袁绍为代表，组成关东联军讨伐董卓。虽然这次战争虎头蛇尾，未能达到目的，但仍使董卓感到不安。董卓於是挟持漢獻帝迁都到长安，并且焚烧了雒陽，经营多年的京師雒陽城毁于一旦。与此同时，各地的地方官員拒絕聽命於董卓控制的朝廷，並演變為军阀积极扩充自己的势力，朝廷的威望荡然无存。
192年，大臣王允唆使董卓的部将吕布，合作謀杀了董卓，下令大赦。朝廷的权威一度恢复。然而不久之后，董卓幕府的部将李傕、郭汜卷土重来，王允被杀，呂布出逃，朝廷再度陷入混乱。195年，李傕、郭汜发生内斗，汉献帝刘协和群臣逃出长安，回到雒陽。但雒陽已是一片废墟，汉献帝陷入窘迫的处境；而地方早已是群雄割據，之後形成以袁紹、袁術為首的兩大陣營群雄相互爭戰局面。196年，曹操挾漢獻帝到許都。之後，曹操逐漸掌握朝廷權力，漢獻帝只能受制於曹操。自200年起，曹操在官渡、倉亭與袁紹決戰取勝，中原、河北之地盡歸曹操。之後更趁戰勝袁氏勢力的餘威，併吞荊州；然而208年，曹操在赤壁之戰中敗於孫權、劉備聯軍，曹操自此失去以武力征服南方的機會，使孫權、劉備二人在日後趁勢逐步發展勢力，形成日後三國鼎立之局。在212年及216年，曹操先後進位為魏公、魏王，並立嫡子曹丕為世子，打破漢初劉邦定下白馬之盟的規矩。建安二十二年（217年），北方發生一场大瘟疫，死伤以千万计，包括建安七子中五人都死于这场瘟疫。
曹操晚年遭刘备大将关羽北伐和魏讽之乱，襄樊被关羽围攻，甚至许昌附近都有大量百姓响应，致曹操一度有意迁走献帝。虽然曹操与孙权结盟由孙权败杀关羽后化解危机，但自身也已时日无多。建安二十五年正月（公元220年）曹操病逝，曹丕繼任丞相、魏王，延康元年十月（220年）曹丕逼迫漢獻帝禪讓而篡位，改国号为魏，改年号为黄初，東漢滅亡。

## 疆域和行政区划
王莽篡汉时期已经仅剩秦朝时的疆域，西域各国因为汉成帝的亂政而逐渐脱离中央控制。王莽末年中原战乱不断，遂放弃定襄、云中、五原、朔方、上郡、北地六郡。河套、陕北、晋西北、河北北部地方先后放弃。高句丽与林邑两国蚕食东北及南方国土。只有西南地区扩展至大盈江一带。
东汉汉顺帝永和五年（140年）的疆域政区包括司隶校尉部、十二州刺史部所察各郡、国（王国）、属国和西域长史府辖区，以及当时中国边区各族的分布地。
州作为行政区划，在西汉时期逐步发展，到东汉时期宣告形成。前106年，始在郡之上又设了十三行部，每部派一刺史，每个行部管辖若干郡（国）。但此时的行部是监察区，还不是真正意义上的行政区。东汉末年，地方多事。中平五年（188年），朝廷选重臣出任刺史，称州牧，掌一州军民。州从监察区变为行政区。至此，中国地方行政由原本的郡县两级制度变为州郡县三级制。十三个州为：司隶（治雒阳）、徐州（治剡县）、青州（治临淄）、豫州（治谯县）、冀州（治高邑）、并州（治晋阳）、幽州（治蓟县）、兖州（治昌邑）、凉州（治陇县）、益州（治雒县）、荆州（治汉寿）、扬州（治历阳）和交州（治龙编）。兴平元年（194年），又分雍州。则至东汉灭亡，全国有十四州。州从监察区变为行政区。
刘秀为了进一步加强对地方的控制，把刺史固定为州一级的地方长官。刺史处理地方政务，不通过三公，可直接上奏给皇帝，使地方郡县也直接置于皇帝的控制之下。

## 政治
東漢政權和士族、豪族關係密切，代表了士族、豪族的利益，雲台二十八將幾乎全部都是豪族出身。士族在東漢社會起著主導作用，光武帝跟士族、豪族取得協調，成為奪取天下的主因。
东汉王朝在政治上防范功臣、宗室诸王及外戚专权，通过各种办法加以控制。让他们享受优厚的待遇，而不参与政治。对于朝中诸臣，督责尤严，史称“自是大臣难居相任”。
东汉的朝廷制度整体继承西汉的体制，但刘秀登基后在西汉政治制度的基础上进行了一系列加强中央集权的改革，包括削弱三公权力，同时扩大尚书台的权力。加强尚书台的职权。一切政务不再经三公管理。尚书台成为皇帝发号施令的执行机构，所有权力集中于皇帝一身。

## 军事
东汉建立不久，就废除了执掌地方兵权的郡国都尉，以后又罢轻车、骑士、材官、楼船士及军假吏，实际上取消了地方军队。在和平时期，少量维持地方治安的郡县兵，皆由太守令长兼领，但在某些沿边及民族斗争紧张的地区，则设都尉或属国都尉别领。
随着豪强地主势力的膨胀，在田庄内部发展了一种部曲家兵制。这种部曲家兵，承担着镇压农民、维持地方治安的某种职能。正因为有这样一支武装队伍，东汉政府才能裁减、甚至在某些地区取消地方军队。
与削弱地方兵权的同时，还逐步扩大中央军队，在重要的沿边地区，设有边防军，为中央军队的一部分。东汉政府还经常用赦免和减罪的办法，募集犯罪的人戍守边疆。

### 军制
两伍一什，五什一队，两队一屯，两屯一曲，曲由军候率领。部下设曲，部由部校尉和军司马率领。部队分辖若干部，将军下有长史、司马辅助。

## 经济

### 农业
东汉时期的農業技術得到較大進步，牛耕技術被广泛应用于耕作中。
水利发展
在东汉时期灌溉工具、水利事业获得改进和发展。在中国各地已知发现的东汉墓葬裏，可以看到水田和池塘组合的模型，有从池塘通向水田的自流水渠，有的还在出口处安置闸门。汉灵帝时，宦官毕岚总结劳动人民的实践经验，创作翻车和渴乌，大大提高了灌溉水平。 
许多已堙废的陂塘在东汉时期不仅得到了修复还扩建了，而且又新修了一批水利灌溉工程。比如在中国汝南地区的鸿隙陂，西汉时被堙废。东汉初，邓晨当地太守时，进行了修复，可以灌溉几千顷良田。后来又不断加以扩建。汉和帝时，太守何敞又在那里修治渠道，开垦良田三万多顷。又如下邳徐县北的蒲阳陂、庐江的芍陂、会稽的镜湖等，都是当时著名的灌溉工程。 
东汉前期，中国各地还开凿了许多灌溉渠道，三辅、河内、山阳、河东、上党、太原、赵、魏及河西、江南地区，也都「穿渠灌溉」，有的地区还开辟了很多稻田。东汉时还有一项巨大的水利工程，那就是对黄河的治理。公元1世纪初，黄河在今河南、河北交界地区决堤，河道南移，改从千乘（山东高宛以北）入海。河水泛滥成灾，淹没了几十个县。汉明帝时，在著名水利专家王景、王吴的主持下，用「堰流法」修了浚仪渠，并从荥阳至千乘海口千余里间修渠筑堤，从而使河、汴分流。黄河由于收到了两堤的约束，水势足以冲刷沙土，通流入海。经过大规模的治理，终于战胜了黄河水患。此后八百年间，黄河没有改道，水灾也减少了。
生产工具改进
在东汉时生产工具也有改进，出现了短辕一牛挽犁，这种工具操作灵活，便于在小块农田上耕作。这种短辕一牛挽犁的出现，是跟犁铧的改进结合在一起的。东汉时期，已经大量使用全铁制犁铧，它比以往的V形犁，刃端角度已逐渐缩小，不但起土省力，还可以深耕。此外，新型的全铁制的耕作工具也逐渐增多。在四川乐山崖墓石刻画像中见到的曲柄锄，是便于铲除杂草的中耕工具；四川绵阳发现的铁制钩镰，全长35厘米，是专用于收割的小型农具，操作起来很方便。
汉献帝末年，雍州刺史张既曾令陇西、天水、南安三郡富人造屋宅水碓。水碓在当时已经普遍采用了。水碓是用水力带动石碓的舂米工具，它比以前用柱臼或脚踏石碓舂米，不但省力，而且效率要高得多。考古发掘还不断有陶风车、陶磨盘模型出土，都说明农产品加工工具有了显著进步。
牛耕技术
在东汉时牛耕技术也受到了重视。一些地方官吏会注意推广牛耕技术，铁犁牛耕技术已从中原向北方高原和江南一带推广。在中国陕西绥德县东汉画像石上的牛耕图，和米脂县东汉牛耕图，证明了在陕北高原的牛耕技术和中原地区已没有什么不同。任延做九真太守，在当地推广牛耕，田亩年年增辟。在西汉后期发明的精耕细作的区种法，到东汉时期得到了推广。
崔实所写的《四民月令》中，记载了地主田庄内精耕细作经营农业的一些情况。这样的田庄的农业经营，注意时令节气，重视杀草施肥，还通过不同的土壤性质，种植不同的作物，采用不同的种植密度。并能及时翻土晒田，双季轮作，提高土地的利用率。

### 人口
由于农田水利工程的兴建，农耕工具的改进，农业耕作技术的提高以及精耕细作方法的推广，大大提高了社会生产力，使东汉时期的农业生产有了较大的发展。和帝永兴元年（公元105年）的垦田数字达到732万多顷，人口达到5325万多人。这个数字略低于西汉，但如果把东汉豪强地主隐瞒的田亩和人口包括在内，实际的垦田面积和人口数字肯定要超过西汉。
| 年代                                                               | 戶數       | 口數       | 備註                        |
| ------------------------------------------------------------------ | ---------- | ---------- | --------------------------- |
| 世祖建武中元二年（57年）                                           | 4279634戶  | 21007820人 |                             |
| 明帝永平十八年（75年）                                             | 5860573戶  | 34125021人 |                             |
| 章帝章和二年（88年）                                               | 7456784戶  | 43356367人 |                             |
| 和帝永興元年（105年）                                              | 9237112戶  | 53256229人 |                             |
| 安帝延光四年（125年）                                              | 9647838戶  | 48690789人 |                             |
| 順帝永和五年（140年）                                              | 9698630戶  | 49150220人 | 司馬彪《續漢志》的斷限年份  |
| 順帝建康元年（144年）                                              | 9946919戶  | 49730550人 |                             |
| 沖帝永嘉元年（145年）                                              | 9937680戶  | 49524183人 |                             |
| 質帝本初元年（146年）                                              | 9348227戶  | 47566772人 |                             |
| 桓帝永壽三年（157年）                                              | 10677960戶 | 56486856人 | 唐修《晉書·地理志》所載年份 |
| 本表據袁延勝論文《東漢戶口總數之謎試析》，靈、獻時期因戰亂割據失考 |            |            |                             |

### 手工业
冶铁技术的改进
在东汉时期由于铁制农具的普及，钢铁需要量也增加，同时也推动了冶铁技术的改进。东汉初，在南阳地区的冶铁工人（也有说是杜诗）发明了鼓风炉（即水排），利用水力转动机械，使鼓风皮囊张缩，不断给高炉加氧。水力鼓风炉的发明，是冶炼技术史上的一大进步。
东汉时在铁器铸造方面已熟练地掌握了层叠铸造这一先进技术。在中国河南温县发现的一座烘范窑，出土了五百多套铸造车马器零件的叠铸泥范。把若干个泥范叠合起来，装配成套，一次就能铸造几个或几十个铸件。同时，叠铸技术有重大改进，由原来的双孔浇铸，改为单孔浇铸。叠铸技术的改进，进一步提高了生产效率，节省了原料。根据已有的考古发掘资料证明，和铁钉、铁锅、铁刀、铁剪、铁灯等的大量出土，证明东汉时铁制用具已普遍应用到生活的各方面。
在冶铁手工业中已经使用煤（石炭）做燃料。在中国河南巩县的冶铁遗址中曾发现混杂了泥土、草茎制成的煤饼，说明煤已被用来炼铁。巴蜀地区还利用天然煤气煮盐。
纺织业
在纺织业方面，东汉初年已能用织花机织成色彩缤纷、花纹复杂的织锦。当时，蜀锦已驰名全国，襄邑（河南睢县）和齐（山东临淄）的丝织业特别发达。考古材料还证明，在边疆地区，丝织业也有很大的发展。新疆不少地方汉墓出土的红色杯纹罗，织造匀细，花纹规整，反映丝织工艺水平相当高。在同一地区出土了组织细密的织花毛织品，颜色鲜丽，显示出当时西北高度发展的毛纺织工艺技术。

## 文化

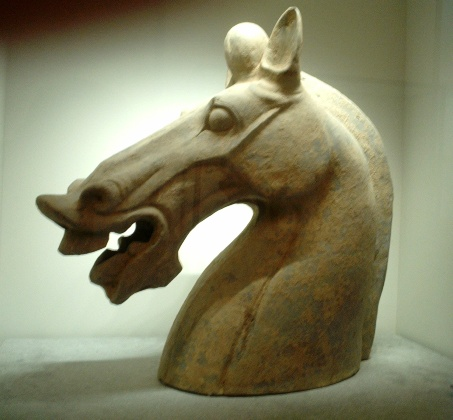
大约是东汉晚期的马塑像

东汉时期的书法、绘画艺术地位逐渐显露出来。大量產製畫像磚及雕刻墓碑，典型的圖案為製酒、收割、宴會等。

### 学术
汉光武帝刘秀十分尊崇儒学，他的功臣集团中儒生也发挥着重要作用，甚至军事领袖也「皆有儒者气象」。「诸将之应运而兴者，亦皆多近于儒」，「东汉功臣多近儒」的情形。不仅东汉的帝王亲自倡导儒家经典的认真研读，太学和郡国官学都得到空前优越的发展条件，东汉私学也繁盛一时。社会上出现了一些累世专攻一经的士大夫家族。他们世代相继，广收门徒。许多名师教授的弟子，往往多至数百人乃至数千人。
汉代童蒙教育的进步，是当时文化成就的突出内容之一。汉代童蒙教育在中国古代教育史上也有特别值得重视的地位。学习成绩优异的孩子，得到「圣童」、「奇童」、「神童」的称号。「神」童称谓，最早就是从东汉开始使用的。

### 風氣
東漢報仇風氣極為盛行，只要有人侮辱父母或師長便可殺之，雖為法律所不許但會被鄉里視為維護尊嚴的義行，故東漢有許多為了報仇殺人跑路但仍受歌頌讚許的記載。

### 文学
汉代流行一种兼有诗歌与散文特征的文体赋，后称之为汉赋，东汉时期汉赋已发展成辞藻华丽，结构精密但内容空洞，东汉时期汉赋的代表作有班固《两都赋》和张衡《二京赋》等。东汉时期文字学也有开创性的发展，东汉学者许慎编著的《说文解字》是中国现存最早字典。到东汉末年社会动荡，民生困苦，残酷的社会环境反而催生出了一种独特的文学风格，被称为建安文学，代表人物：“三曹和建安七子”。

## 科技
- 造纸术

中国古代早已掌握了造纸技术，但在蔡伦改良之前的造纸原料条件苛刻，制造费用高昂，所造出的纸张为珍贵的奢侈品，故纸一直无法大范围普及。造纸工艺在经蔡伦改良后，大幅降低了造纸的原料的要求，让树皮、破布等都能成为造纸原料，扩大了造纸原料的来源，提高了造纸效率和造纸成本，也为纸的普及创造了条件，在纸普及之前中国古代多以竹简为书写载体，竹简笨重不便且承载信息有限，造纸技艺的改良让纸能够大规模普及同时也降低了纸的价格，既让古代书写更加便利，也极大改善了中国古代文化和信息的流传条件。为中国文化的发展做出了巨大的贡献。
- 中医学

东汉时期中国传统医学得到进一步的发展，特别是东汉末期建安年间出现了著名中医学家张仲景和华佗等人，张仲景被后世被尊称为医圣，他完善了中医的理论和临床实践步骤，其著作著《伤寒杂病论》是中医史上第一部理、法、方、药具备的经典，极大的推动了中国传统医学的发展。而华佗史书记载是第一位利用麻醉技术对病人进行手术治疗的外科医生，他还创立了世界上最早的健身体操“五禽戏”。
- 製陶业得到了发展，一些以前为豪门贵族专有的用品开始进入了寻常百姓家。黃河流域及長江流域均可見生產褐綠釉陶器。[35]
- 天文学家张衡以高超的工艺制造了浑天仪、地动仪等科学仪器，制造这些仪器的原理至今仍被广泛使用。

## 外交
在东汉时期，周边还有不少外族分布在中国周边地区，比如南、北匈奴，西域、羌族、乌桓、鲜卑、南蛮等各个民族。

### 匈奴
西汉以来中央与各少数民族之间保持的臣属关系到了王莽时期也陷于瓦解，匈奴乘机控制了整个西域及东北各族。东汉初期，当光武帝进行国内统一战争时，匈奴的势力有所发展。匈奴单于勾结河北、山西的割据势力，经常深入长城以南，进行骚扰掠夺。当时的东汉政权因无力对付匈奴势力，一直采取以防守为主的策略  。 
公元46年（建武二十二年），匈奴贵族为了争夺王位，互相猜忌，出现裂痕。加上匈奴所在的蒙古草原上连年旱蝗灾害不断，「人畜饥疫，死耗太半」，匈奴遂分裂为南北两部。刘秀接受了南匈奴的归附，令其入居云中，东汉政府每年供给南匈奴一定数量的粮食、牛马及丝帛等物资。南匈奴的依附，极大地加强了东汉王朝的北方边防，对北方经济文化的发展，也具有积极作用。与此同时，南匈奴入居塞内，有更多机会接触中原地区的先进文化，也促进了其本身的发展。南匈奴长期和汉族杂居在一起，逐渐改变了游牧生活，学会了农业生产，文化也深受汉族影响。
南匈奴归附东汉后，北匈奴的势力大大削弱，在交战中，数次被南匈奴击败。北单于无奈，从公元51年后，不断向东汉王朝遣使朝贡，要求和亲。东汉政府内部，在对待北匈奴的问题上，有过多次争论。最终采取了礼尚往来，报答使者的办法，以求和好安边 。
由于匈奴力量的削弱，原来受匈奴奴役的乌桓、鲜卑，也先后摆脱了北匈奴的控制。南匈奴、乌桓、鲜卑归附东汉后，切断了北匈奴与中原的经济联系，使其最必需的粮食、布匹、食盐等日常生活品出现匮乏。北匈奴不断寇扰东汉的北部的缘边郡县。公元73年（永平十六年），东汉王朝大举反击，窦固等分兵四路，取得很大的军事胜利，往北追至蒲类海（新疆巴里坤湖），并留屯于伊吾卢城（新疆哈密）。到汉章帝时，北匈奴日益衰弱，先后有数十万口入塞投降。公元89年（永元元年），窦宪、耿秉等率领汉军会合南匈奴大举北进，与北单于交战，连战皆捷，降者前后二十余万人。在以后的二年内，北匈奴不断失败，向西迁移。以后，北匈奴的一部分越过中亚、西亚迁往欧洲。从这时起，匈奴东面的鲜卑族逐步西进，占据了匈奴的故地。

### 乌桓
乌桓本为活动在大兴安岭中部一代臣属于匈奴的东胡族部落，汉武帝元狩4年（前119年），汉军攻破匈奴左地，迁乌桓于上谷、渔阳、右北平、辽东、辽西五郡，并设置护乌桓校尉进行管理控制。王莽时期，王莽强召乌桓人屯兵，致乌桓叛降匈奴。汉光武帝建武二十二年（46年）匈奴内乱，乌桓趁机将匈奴逐出大漠以南，至东汉末年天下大乱，居住在辽东、辽西等地的乌桓人趁机割据称王。初平元年（190年），袁绍为拉拢乌桓对抗公孙瓒假传朝廷诏命赐封乌桓首领蹋顿难楼、苏仆延、乌延等人为单于。汉献帝建安十年（205年）袁绍之子袁尚被曹操击投奔乌桓蹋顿。建安十二年（207年），曹操北征乌桓，于白狼山之战大败乌桓，蹋顿被俘后被斩杀。乌桓族各王也多被杀，降汉者达二十馀万人。从此乌桓彻底衰落。

### 西羌
西羌是活跃在河西走廊、陇西地区的部族，只西汉开始与汉朝时战时降，多有冲突。至公元108年，西羌部族首领滇零在北地郡称帝，西羌崛起，一度攻掠至汉中等地，杀汉中太守董炳。

## 東漢君主與年號
| 肖像     | 庙号                         | 谥号                          | 名讳                          | 在世时间                  | 在位时间                                     | 年号         | 年号使用时间 | 陵寝       |
| -------- | ---------------------------- | ----------------------------- | ----------------------------- | ------------------------- | -------------------------------------------- | ------------ | ------------ | ---------- |
|          | 世祖                         | 光武皇帝                      | 刘秀                          | 前6年－57年 （62歲）      | 25年－57年 （31年236天）                     | 建武         | 25年－56年   | 原陵       |
| 建武中元 | 世祖                         | 光武皇帝                      | 刘秀                          | 前6年－57年 （62歲）      | 25年－57年 （31年236天）                     | 56年－57年   |              | 原陵       |
|          | 显宗                         | 孝明皇帝                      | 劉莊                          | 28年－75年 (47岁)         | 57年－75年 （18年160天）                     | 永平         | 58年－75年   | 显节陵     |
|          | 肃宗                         | 孝章皇帝                      | 刘炟                          | 57年－88年 （30－31岁）   | 75年－88年 （12年217天）                     | 建初         | 76年－84年   | 敬陵       |
| 元和     | 肃宗                         | 孝章皇帝                      | 刘炟                          | 57年－88年 （30－31岁）   | 75年－88年 （12年217天）                     | 84年－87年   |              | 敬陵       |
| 章和     | 肃宗                         | 孝章皇帝                      | 刘炟                          | 57年－88年 （30－31岁）   | 75年－88年 （12年217天）                     | 87年－88年   |              | 敬陵       |
|          | 穆宗 （190年献帝刘协除庙号） | 孝和皇帝                      | 刘肇                          | 79年－106年 （26－27岁）  | 88年－106年 （17年310天）                    | 永元         | 89年－105年  | 慎陵       |
| 元兴     | 穆宗 （190年献帝刘协除庙号） | 孝和皇帝                      | 刘肇                          | 79年－106年 （26－27岁）  | 88年－106年 （17年310天）                    | 105年        |              | 慎陵       |
| －       | －                           | 孝殇皇帝                      | 刘隆                          | 105年－106年 （1岁）      | 106年 （220天）                              | 延平         | 106年        | 康陵       |
| －       | －                           | 清河孝王 （汉安帝谥）         | 刘庆                          | 78年－106年               | 79年－82年 （皇太子） 82年－106年 （清河王） | －           | －           | 甘陵       |
| －       | －                           | 孝德皇 （汉安帝追谥）         | 刘庆                          | 78年－106年               | 79年－82年 （皇太子） 82年－106年 （清河王） | －           | －           | 甘陵       |
| －       | 恭宗 （190年献帝刘协除庙号） | 孝安皇帝                      | 刘祜                          | 94年－125年 （30－31岁）  | 106年－125年 （18年221天）                   | 永初         | 107年－113年 | 恭陵       |
| －       | 恭宗 （190年献帝刘协除庙号） | 孝安皇帝                      | 刘祜                          | 94年－125年 （30－31岁）  | 106年－125年 （18年221天）                   | 元初         | 114年－119年 | 恭陵       |
| －       | 恭宗 （190年献帝刘协除庙号） | 孝安皇帝                      | 刘祜                          | 94年－125年 （30－31岁）  | 106年－125年 （18年221天）                   | 永宁         | 120年－121年 | 恭陵       |
| －       | 恭宗 （190年献帝刘协除庙号） | 孝安皇帝                      | 刘祜                          | 94年－125年 （30－31岁）  | 106年－125年 （18年221天）                   | 建光         | 121年－122年 | 恭陵       |
| －       | 恭宗 （190年献帝刘协除庙号） | 孝安皇帝                      | 刘祜                          | 94年－125年 （30－31岁）  | 106年－125年 （18年221天）                   | 延光         | 122年－125年 | 恭陵       |
| －       | －                           | －                            | 刘懿                          | ？－125年                 | 125年 （206天）                              | 延光         | 125年        | －         |
| －       | 敬宗 （190年献帝刘协除庙号） | 孝顺皇帝                      | 刘保                          | 115年－144年 （28－29岁） | 125年－144年 （18年285天）                   | 永建         | 126年－132年 | 宪陵       |
| －       | 敬宗 （190年献帝刘协除庙号） | 孝顺皇帝                      | 刘保                          | 115年－144年 （28－29岁） | 125年－144年 （18年285天）                   | 阳嘉         | 132年－135年 | 宪陵       |
| －       | 敬宗 （190年献帝刘协除庙号） | 孝顺皇帝                      | 刘保                          | 115年－144年 （28－29岁） | 125年－144年 （18年285天）                   | 永和         | 136年－141年 | 宪陵       |
| －       | 敬宗 （190年献帝刘协除庙号） | 孝顺皇帝                      | 刘保                          | 115年－144年 （28－29岁） | 125年－144年 （18年285天）                   | 汉安         | 142年－144年 | 宪陵       |
| －       | 敬宗 （190年献帝刘协除庙号） | 孝顺皇帝                      | 刘保                          | 115年－144年 （28－29岁） | 125年－144年 （18年285天）                   | 建康         | 144年        | 宪陵       |
| －       | －                           | 孝冲皇帝                      | 刘炳                          | 143年－145年 （1－2岁）   | 144年－145年 （148天）                       | 永嘉         | 145年        | 怀陵       |
| －       | －                           | 孝质皇帝                      | 刘缵                          | 138年－146年 （7－8岁）   | 145年－146年 （1年142天）                    | 本初         | 146年        | 静陵       |
| －       | －                           | 河间孝王 （汉顺帝谥）         | 刘开                          | ？－131年                 | 90年－131年 （河间王）                       | －           | －           | 樂成陵     |
| －       | －                           | 孝穆皇 （汉桓帝追谥）         | 刘开                          | ？－131年                 | 90年－131年 （河间王）                       | －           | －           | 樂成陵     |
| －       | －                           | 蠡吾先侯 （汉顺帝谥）         | 刘翼                          | ？－140年                 | 130年－140年 （蠡吾侯）                      | －           | －           | 博陵       |
| －       | －                           | 孝崇皇 （汉桓帝追谥）         | 刘翼                          | ？－140年                 | 130年－140年 （蠡吾侯）                      | －           | －           | 博陵       |
| －       | 威宗 （190年献帝刘协除庙号） | 孝桓皇帝                      | 刘志                          | 132年－167年 （35－36岁） | 146年－167年 （21年177天）                   | 建和         | 147年－149年 | 宣陵       |
| －       | 威宗 （190年献帝刘协除庙号） | 孝桓皇帝                      | 刘志                          | 132年－167年 （35－36岁） | 146年－167年 （21年177天）                   | 和平         | 150年        | 宣陵       |
| －       | 威宗 （190年献帝刘协除庙号） | 孝桓皇帝                      | 刘志                          | 132年－167年 （35－36岁） | 146年－167年 （21年177天）                   | 元嘉         | 151年－152年 | 宣陵       |
| －       | 威宗 （190年献帝刘协除庙号） | 孝桓皇帝                      | 刘志                          | 132年－167年 （35－36岁） | 146年－167年 （21年177天）                   | 永兴         | 153年－154年 | 宣陵       |
| －       | 威宗 （190年献帝刘协除庙号） | 孝桓皇帝                      | 刘志                          | 132年－167年 （35－36岁） | 146年－167年 （21年177天）                   | 永寿         | 155年－158年 | 宣陵       |
| －       | 威宗 （190年献帝刘协除庙号） | 孝桓皇帝                      | 刘志                          | 132年－167年 （35－36岁） | 146年－167年 （21年177天）                   | 延熹         | 158年－167年 | 宣陵       |
| －       | 威宗 （190年献帝刘协除庙号） | 孝桓皇帝                      | 刘志                          | 132年－167年 （35－36岁） | 146年－167年 （21年177天）                   | 永康         | 167年        | 宣陵       |
| －       | －                           | 孝元皇 （汉灵帝追谥）         | 刘淑                          | ？－？                    | －                                           | －           | －           | 敦陵       |
| －       | －                           | 孝仁皇 （汉灵帝追谥）         | 刘苌                          | ？－？                    | －                                           | －           | －           | 慎陵       |
|          | －                           | 孝灵皇帝                      | 刘宏                          | 156年－189年 （32－33岁） | 168年－189年 （21年88天）                    | 建宁         | 168年－172年 | 文陵       |
| 熹平     | －                           | 孝灵皇帝                      | 刘宏                          | 156年－189年 （32－33岁） | 168年－189年 （21年88天）                    | 172年－178年 |              | 文陵       |
| 光和     | －                           | 孝灵皇帝                      | 刘宏                          | 156年－189年 （32－33岁） | 168年－189年 （21年88天）                    | 178年－184年 |              | 文陵       |
| 中平     | －                           | 孝灵皇帝                      | 刘宏                          | 156年－189年 （32－33岁） | 168年－189年 （21年88天）                    | 184年－189年 |              | 文陵       |
|          | －                           | 弘农怀王 （献帝刘协谥）       | 劉辯 （废为弘农王）           | 176年－190年 （13－14岁） | 189年 （136天）                              | 光熹         | 189年        | 弘農懷王墓 |
| 昭宁     | －                           | 弘农怀王 （献帝刘协谥）       | 劉辯 （废为弘农王）           | 176年－190年 （13－14岁） | 189年 （136天）                              | 189年        |              | 弘農懷王墓 |
|          | －                           | 孝愍皇帝 （蜀汉昭烈帝刘备谥） | 刘协 （魏文帝曹丕降封山阳公） | 181年－234年 （53岁）     | 189年－220年 （31年57天）被迫禪位            | 永汉         | 189年        | 禅陵       |
| 中平     | －                           | 孝愍皇帝 （蜀汉昭烈帝刘备谥） | 刘协 （魏文帝曹丕降封山阳公） | 181年－234年 （53岁）     | 189年－220年 （31年57天）被迫禪位            | 189年        |              | 禅陵       |
| 初平     | －                           | 孝愍皇帝 （蜀汉昭烈帝刘备谥） | 刘协 （魏文帝曹丕降封山阳公） | 181年－234年 （53岁）     | 189年－220年 （31年57天）被迫禪位            | 190年－193年 |              | 禅陵       |
| －       | 孝献皇帝 （魏明帝曹叡谥）    | 兴平                          | 刘协 （魏文帝曹丕降封山阳公） | 181年－234年 （53岁）     | 189年－220年 （31年57天）被迫禪位            | 194年－195年 |              | 禅陵       |
| －       | 孝献皇帝 （魏明帝曹叡谥）    | 建安                          | 刘协 （魏文帝曹丕降封山阳公） | 181年－234年 （53岁）     | 189年－220年 （31年57天）被迫禪位            | 196年－220年 |              | 禅陵       |
| －       | 孝献皇帝 （魏明帝曹叡谥）    | 延康                          | 刘协 （魏文帝曹丕降封山阳公） | 181年－234年 （53岁）     | 189年－220年 （31年57天）被迫禪位            | 220年        |              | 禅陵       |